# Александрова, Варвара Ивановна
Варвара Ивановна Александрова (по мужу Натансон; 1852, Москва, Российская империя — 27 августа 1924, там же, СССР) — русская революционерка, народница, эсерка.

## Биография
Родилась в 1853 году в семье потомственного почётного гражданина, московского купца 1-й гильдии, владельца фабрики по производству изделий из шерсти и магазинов по продаже мужских головных уборов, Ивана Александровича Александрова (р. 1825) и Марьи Леонтьевны (р. 1829). В семье было шесть дочерей: Наталья (р. 1846), Александра (р. 1848), Ольга (р. 1850), Варвара (р. 1852), Екатерина (р. 1854) и Мария (р. 1856). Получила домашнее образование.
В 1872 году уехала в Цюрих (Швейцария) для учёбы на медицинском факультете Цюрихского университета.
Сблизилась с русскими студентками, вошла в состав кружка «фричей». В 1873 году работала наборщицей народнического журнала «Вперёд».
Осенью 1873 года в связи с требованием русского правительства покинуть Цюрих переехала в Париж для учёбы на медицинском факультете Сорбонны. В начале 1874 года принимала участие в выработке устава «Всероссийской социально-революционной организации».
В конце 1874 года вернулась в Россию.
В феврале 1875 года принимала участие в учредительном съезде Всероссийской социально-революционной организации в Москве.
Весной поступила на ткацкую фабрику Н. Ф. Зубкова в Иваново-Вознесенске рабочей и вела пропаганду среди рабочих.
Арестована в Иваново-Вознесенске 7 августа 1875 года. Предана 30 ноября 1876 года суду Особого присутствия Правительствующего сената по обвинению в составлении и в участии в противозаконном сообществе и в распространении книг, имевших целью возбуждение к бунту (Процесс пятидесяти).
14 марта 1877 году приговорена к лишению всех прав состояния и к каторжным работам на заводах на пять лет, заменённой высылкой в Иркутскую губернию, где проживала в Верхоленске. Там познакомилась со ссыльным Марком Натансоном.
В ноябре 1882 года добровольно последовала за Натансоном в Якутскую область, в село Амга, где и вышла за него замуж.
Находясь в Иркутской губернии, принимала участие в Красном Кресте «Народной воли». По манифесту 15 мая 1883 года получила право повсеместного жительства, кроме столиц и столичных губерний.
Возвратившись в Европейскую Россию после 1888 года, принимала участие в революционной деятельности, являясь деятельным членом партии социалистов-революционеров.
С 1904 года жила с мужем за границей.
Вернулась в Россию в мае 1917 году, выехала с мужем (для его лечения) в Швейцарию в 1919 году и уже вдовой вернулась в Москву.
Умерла 27 августа 1924 года от рака в Московском доме ветеранов революции имени Ильича, находившемся в здании бывшей богадельни имени Степана и Анны Тарасовых (Шаболовка, 4, ныне Пенсионный фонд РФ). Похоронена на Ваганьковском кладбище (20 уч.).

## Семья
- Натансон, Марк Андреевич

Брак бездетный.
- Сын сестры Екатерины, племянник Александр Иванович Коновалов.